# 16K
| Risoluzione   | Rapporto d'aspetto | Megapixel  |
| ------------- | ------------------ | ---------- |
| 15360 × 4320  | 3,5:1 (32:9)       | 66,4       |
| 15360 × 6400  | 2,4:1 (24:10)      | 98,304     |
| 15360 × 6480  | 2,37 (64:27)       | 99,5       |
| 15360 × 7680  | 2:1 (18:9)         | 118        |
| 15360 × 8640  | 1,7:1 (16:9)       | 132,7      |
| 15360 × 9600  | 1,6:1 (16:10)      | 147,5      |
| 16200 × 4500p | 3,6 (36:10)        | 72,9       |
| 16200 × 6750p | 2,4:1 (24:10)      | 109,4      |
| 16200 × 10125 | 1,6:1 (16:10)      | 164        |
| 16384 × 8192  | 2:1 (18:9)         | 134,217728 |
| 16384 × 10240 | 1,6:1 (16:10)      | 167,77216  |
| 16384 × 16384 | 1,0:1 (1:1)        | 268,4      |
| 16640 × 4680  | 3,5:1 (32:9)       | 77,9       |
| 16640 × 7020  | 2,37 (64:27)       | 116,8      |

Differenza tra formati SD, Full HD, 4K, 8K e 16K

Il 16K (8640p), anche detto 16K UHD, 16K Ultra HD, 16K Ultra Alta Definizione, Quad Ultra HD, Quad UHD, 16K QUHD o 16K Quad Ultra Alta Definizione, si riferisce a un display che possiede una risoluzione orizzontale pari a 15360 pixel e una risoluzione verticale pari a 8640 pixel, per un totale di 132,7 megapixel. Possiede quattro volte i pixel di una risoluzione 8K, sedici volte i pixel di una risoluzione 4K e 64 volte i pixel di una risoluzione 1080p.
Attualmente le risoluzioni 16K possono essere eseguite su configurazioni multi-monitor con AMD Eyefinity o NVIDIA Surround.
L'unico cavo che supporta tale risoluzione è il DisplayPort 2.0, che supporta il 16K a 30Hz.
Nel 2021 Samsung ha presentato The Wall: uno schermo a tecnologia MicroLED che, in quanto modulare (composto da singoli pannelli affrancabili tra di loro), può arrivare anche a una diagonale di 1000” ottenendo una frequenza a 120 Hz e una risoluzione di 16K in una specifica funzione.